# Samoussy
Samoussy ist eine französische Gemeinde mit 387 Einwohnern (Stand 1. Januar 2022) im Département Aisne in der Region Hauts-de-France. Sie gehört zum Arrondissement Laon und zum Kanton Laon-2.

## Geografie
Die Gemeinde Samoussy liegt zehn Kilometer ostnordöstlich von Laon. Der Wald von Samoussy, der das Dorf umgibt, ist Teil des Naturschutzgebietes Marais de la Souche et forêt de Samoussy. Die Autoroute A26 (Calais-Reims) streift den Süden des Gemeindegebietes. Im Westen existierte früher der Militärflugplatz Laon-Athies.

## Geschichte
Samoussy war eine der Königspfalzen der Karolinger. Im Jahr 766 feierte Pippin der Jüngere hier Weihnachten, einige Historiker sehen Samoussy sogar als Geburtsort Karls des Großen. Dessen Bruder und Mitregent Karlmann verbrachte hier die letzten Monate seines Lebens und starb in Samoussy am 4. Dezember 771.

### Bevölkerungsentwicklung
| Jahr                       | 1962 | 1968 | 1975 | 1982 | 1990 | 1999 | 2006 | 2014 | 2022 |
| Einwohner                  | 188  | 203  | 210  | 220  | 410  | 376  | 379  | 376  | 387  |
| Quellen: Cassini und INSEE |      |      |      |      |      |      |      |      |      |

## Sehenswürdigkeiten
- Kirche Sainte-Geneviève
- ' Wasserturm

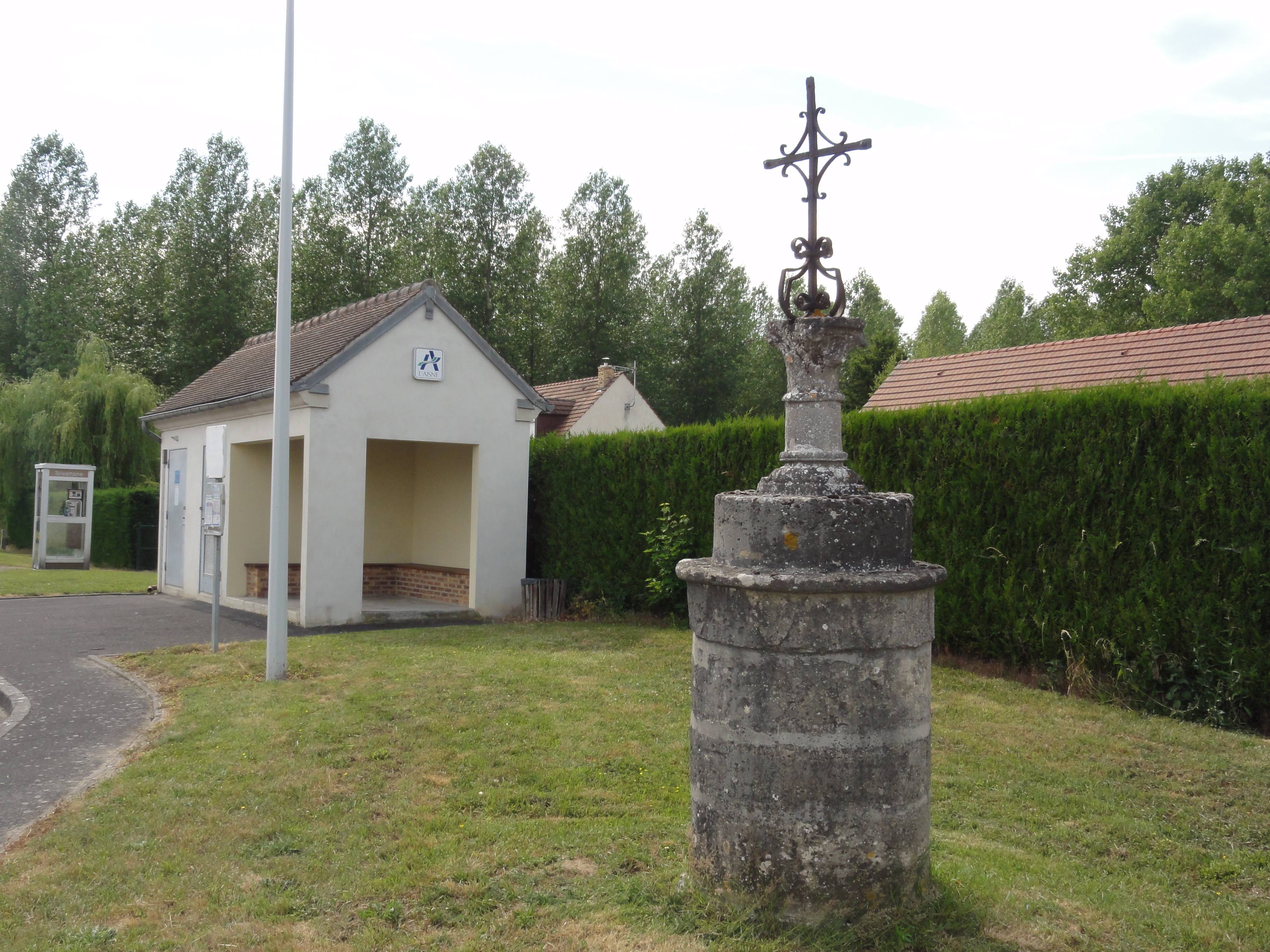
Wegkreuz
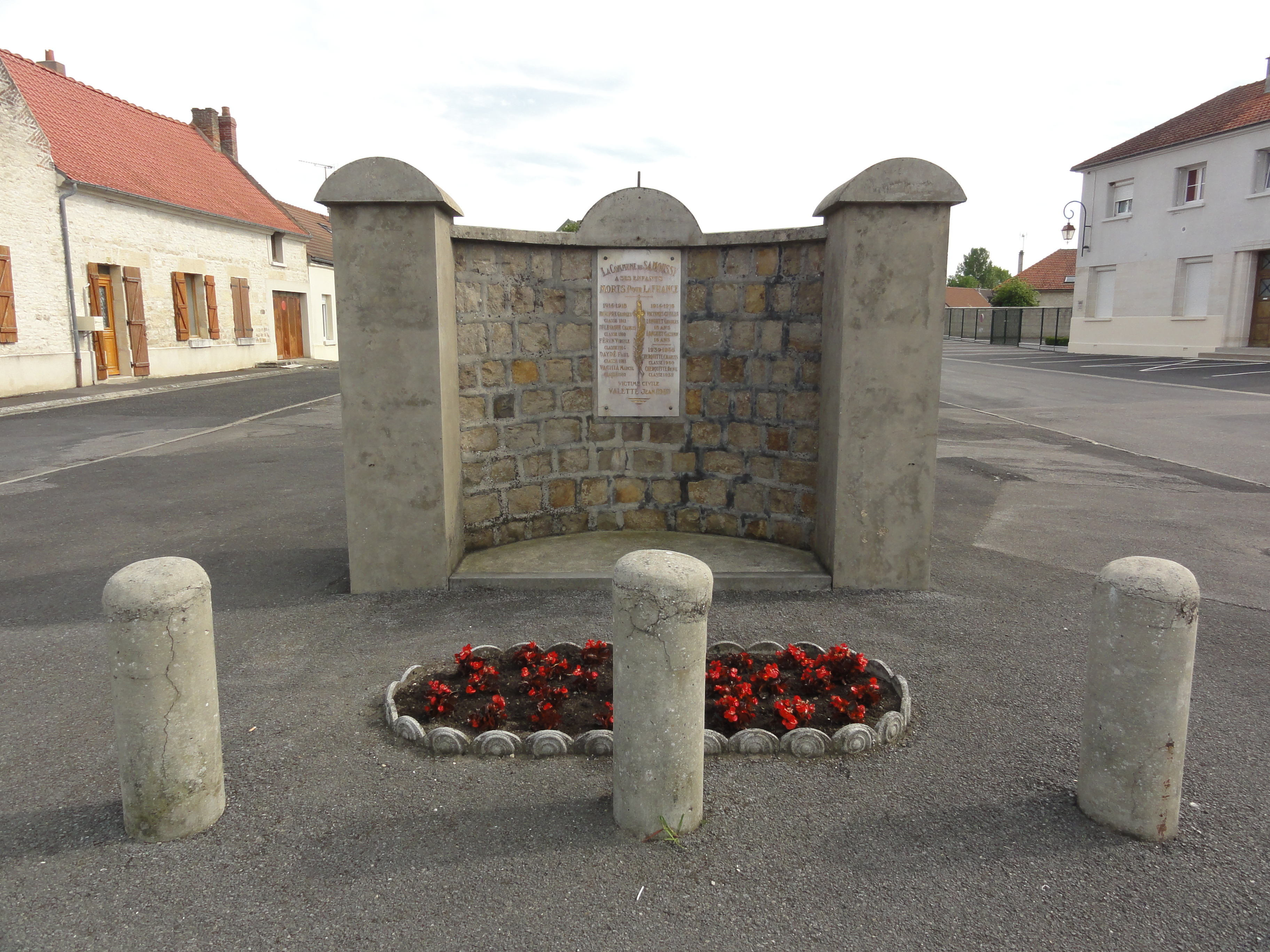
Gefallenendenkmal